# Француско-пруски рат
Француско-пруски рат, понекад познат и као Немачко-француски рат, је назив за оружани сукоб који се између 19. јула 1870. и 10. маја 1871. године водио између Француске и савеза немачких држава на челу с Пруском.

## Позадина
Узрок рата било је јачање утицаја Пруске у Немачкој и Европи након победе у пруско-аустријском рату године 1866, као и стварање Севернонемачког савеза који је имао потенцијал да постане, ако буде уједињен с јужним делом Немачке, већа сила од, до тада, доминантне Француске.
Непосредан повод за рат био је безуспешни покушај пруске династије Хоенцолерн да једног свог члана постави на шпански престо. Хоенцолерни су одустали након француског ултиматума, али је премијер Ото фон Бизмарк целу аферу објавио јавно у новинама у тзв. Емском телеграму ("Емска депеша"), чији је увредљиви тон натерао француску владу да под притиском шовинистичке јавности објави рат Прусима.
Француска је у рат ушла уверена у брзу победу због постојања професионалне војске која се прославила у кримском рату, рату с Аустријом године 1859. као и у бројним колонијалним походима. Французи су били наоружани пушком Шаспо која је у то време била најмодерније стандардно стрељачко оружје на свету, а њихове снаге су располагале и са примитивним митраљезима. Са друге стране Пруси су имали надмоћ у артиљерији, али је главна предност била у постојању главног штаба на челу са Молткеом – институције која је годинама пре правила детаљне ратне планове и детаљно координисала покрете војске, у потпуности користећи новостворену железничку мрежу.

## Рат
Та предност се показала већ на самом почетку рата када су се две војске судариле на граници. Француске снаге нису биле довољно концентрисане, па су Пруси и њихови немачки савезници у свим већим биткама успевали да постигну локалну надмоћ и да их натерају на повлачење у тврђаве. Нова француска армија на челу с царем Наполеоном III, створена са циљем ослобађања тих снага, је уместо тога 1. септембра 1870. године опкољена, тешко поражена у бици код Седана и присиљена на предају.
Вест о катастрофи довела је до пада царске владе и проглашења француске Треће републике, која ће трајати све до немачке окупације Француске 1940. године. Нова републиканска влада сматрала је како је војни пораз резултат неспособности старог режима, па да ће, као и 1793. године, за време француске револуције револуционарни елан и стварање масовне војске регрута успети да преокрене стање на бојишту. У току док су се водили преговори с Бизмарком, министар унутрашњих послова привремене француске владе, Леон Гамбета прелетео је балоном преко немачких линија, побегавши у унутрашњост, како би окупио добровољце. Успео је да формира армију на Лоари и с њом да освоји Орлеан, док је генерал Федерб зауставио Немце на северу. Но, Немци су се учврстили око Париза, не попуштајући блокаду и не срљајући у фронталне сукобе с Французима. Ускоро је у Паризу завладало ужасно стање, тако да су грађани Париза почели да једу пацове и животиње из зоолошког врта. На крају је Бизмарк наредио и бомбардовање исцрпљеног града, при чему је страдало мноштво цивила. Републикански министар спољних послова, Жил Фавр, отпочео је преговоре с Немцима 23. јануара 1871, жалећи се на нехумани поступак Пруса према француском народу.
18. јануара 1871. године, у току преговора, проглашено је Немачко царство (Други Рајх) у „Сали огледала“ у Версајском дворцу, што је било велико понижење за Французе. Пред званичницима Бизмарк је нагласио да титула „немачког цара“ означава обнову Светог римског царства, кога се 1806. одрекао Фрања II (Франц II). Понижена Француска предала се 28. јануара 1871. године (потписано је примирје).

## Последице
Док су трајали преговори, радикално расположени елементи Националне гарде, лево оријентисани политичари и градска сиротиња у Паризу одбили су да се помире с поразом, па су подигли побуну која ће постати позната као Париска комуна. Међутим, овај покрет није стекао симпатије изван подручја опкољеног Париза па је угушен уз помоћ Пруса које су владине снаге пропустиле кроз своје редове.
Мировним уговором потписаним 10. маја 1871, Француска се обавезала да плати велику ратну одштету и да Немачкој преда покрајине Алзас и Лорену у којима је постојала немачка национална мањина.
Много важнији резултат је била појава уједињене Немачке као најјаче војне силе у Европи, а делимично захваљујући угљу из нових покрајина нова држава је постала и велика индустријска сила која ће временом, попут САД-а у исто време, почети да угрожава примат Британске империје као једине глобалне суперсиле.
Међутим, уједињена Немачка је исто тако на себе навукла сумњичавост и непријатељство европских сила, поготово Француске у којој се развио реваншизам. Бизмарк је стога велики део своје енергије уложио да тековине рата очува дипломатијом и стварањем сложене мреже војних савеза. Када је милитантни цар Виљем II напустио ту политику створени су предуслови да француско-пруски рат добије свој својеврсни наставак у облику Првог светског рата.

## Почетак индустријског ратовања
Рат између Француске и Прусије је вероватно најбољи пример и веома репрезентативно приказује природу рата у другој половини XIX века – почетак тзв. „индустријског ратовања“. Поред тога илуструје и неке од главних тема историје ратовања уопште – саму идеју рата, утицај технолошких иновација на рат, природу армија и начин како обичан војник доживљава рат.
На први поглед би се олако могло помислити, као што су тадашњи посматрачи запазили, да је исход овог рата био јасан већ унапред и да је победа Француза загарантована, лака и брза. Јер, недуго пре тога француска армија је победила и Аустрију и Русију; водио ју је још један човек са именом Наполеон и сматрало се да само она и ниједна друга војска, има способност наполеоновског „првог утиска“. За ту империјалну француску армију говорило се да „француска фурија“ (фр. furia francese). А пруску армију Французи су исмевали као војску „адвоката и очних лекара“. Међутим, када је избио рат веома брзо се показало да боља мобилизација, вођење рата и артиљерија доминирају у новом стилу ратовања.
Пруски генералштаб се састојао од тачно 11 официра – ни један више, ни један мање. Тај генералштаб је 1870.г. проценио да за три седмице може да превезе 484.000 војника преко расположивих шест железничких пруга у Рајнску област. А у реалности, за само 18 дана чак 1.183.000 пруских војника из редовног и резервног састава прошло је кроз војне бараке, а 462-000 се нашло на граници са Француском. Железнички транспорт је био децентрализован на ниво корпуса, и свака јединица је прецизно знала ког дана и уколико сати мора кренути из гарнизона, ка својој зони концентрације. Један француски историчар је касније напоменуо да „још од дана легендарног императора Ксеркса од Персије тако огроман број људи није био изведен на фронт“.
Већ се у првим биткама успоставио образац који се касније само понављао. Пресудна је била бројчана надмоћ, а ширина фронта је водила ка тактици опкољавања и уништавања противничке јединице; пушчана паљба је изванредно ефикасно заустављала скоро сваки покушај фронталног јуриша, али ју је артиљерија лако надвладавала.
Наиме, у Немачкој је крајем четрдесетих година XIX века, Николаус фон Драјзе (нем. Nikolaus von Dreyse) развио пушку острагушу, много погоднију да се њоме пуца и из клечећег или лежећег става. Војник није више морао да стоји усправно, као мускетар. Већ 1866.г. током аустријско-пруског рата, пруска армија је у целости била наоружана пушкама са опаљивањем помоћу ударне игле – тзв. игличаркама, захваљујући чему је пруски војник могао да испали шест метака док аустријски војник стигне да испали један. у Француској, исте те године, Антоан Алфонс Шаспо (фр. Chasssepot) је конструисао напредну верзију тога: затварач (покретни део на задњем делу цеви) је заптио једним гуменим прстеном, тако да је из пушке „шаспоовке“ далеко мање барутних гасова излазило кроз затварач. И одједном је пушка добацивала 1600 метара, а не само 600 метара као Драјзеов „цинднаделгевер“ (нем. Zündnaadelgewer) што би у дословном преводу значило „пушка са ударном иглом“.
Вероватно је највећа револуција била у пушчаном метку. Уместо некадашње оловне кугле, прво је био уведен издужени метак са куглом напред – тзв. Минијев метак (енг. Minie), а затим још издуженији са конусним купастим) врхом. Уместо да се у затварач убацује прстима један па испали, па други, па испали итд. била је уведена пушка репетирка, која, ако је била напуњена са нпр. пет метака, могла брзо да се репетира да би испалила све њих, један по један, за кратко време.
Француска војска је отишла чак и корак даље развивши једну машинску пушку намењену да се гура на точковима као да је топ. Она је добила назив „митраљез“ (фр. mitrailleuse). Као и данашњи амерички гетлинг-топ (који обично има шест паралелних једнаких цеви које ротирају и смењују једна другу на позицији за паљбу) овај француски митраљез је имао чак 25 цеви, а да би се оне вртеле и пуцале, стрелац је само имао да обрће једну ручку. Такав митраљез је добацивао 2.000 метара и испаљивао 150 метака у минути. Француска војска га је држала у строгој тајности, па је трупама тек 1870.г. било дозвољено да се увежбавају с њим.
Артиљерија је постала пресудно оружје рата. Док су се Британци „заглавили“ са ливеним гвожђем, а Аустријанци и Французи са традиционалним бронзаним топовима који су се пунили од напред, Прусија је још једном кренула испред свих; а и морала је нешто радикално да учини, пошто их је много оштетила аустријска артиљерија током рата 1866.г. У Есенеу (нем. Essen) је Алфред Круп (нем. Alfred Krupp) већ експериментисао са челичним топовима, који су имали више предности: били су лакши, покретљивији, добри за олучавање (са усецима који су ишли паралелно напред, ка устима цеви али са једним спиралним усеком) али и за пуњење одстрага чиме су давали већу излазну брзину гранате и имали су могућност за веће калибре. Трзај топа прихватале су, тј. амортизовале, на контролисан начин опруге – док су на инжењерским столовима већ постојали први нацрти за нови, хидраулични систем амортизера. Глаткоцевна пољска артиљерија могла је да туче до 1000 метара даљине и да испаљује две до три гранате по минути, а Крупови челични топови су тукли и до 5000 метара, са по десет граната у минути. Гранате издуженог облика ваљка су експлодирале при удару у циљ јер су у себи имале експлозивни набој и знатно побољшан упаљач. Овакве гранате, са металном чауром олакшале су пуњење, испаљивање и избацивање празне чауре. Алфред Нобел (1833 – 1896. г.) је, на основу нитроглицерина, пронашао динамит, који је омогућио да се уведе бездимни барут. Након тога бојна поља више неће бити прекривена и замрачена густим облацима барутног дима, па је артиљерија могла много прецизније и страшније да распали по противнику.
У Прусији је била отворена и једна специјална артиљеријска школа само за упознавање артиљераца са тим новим оружјем.
Било је чак експеримената са бестрзајним топовима – у Немачкој Виле (нем. Wille) а у Француској Ланглоа (фр. Langlois) – чија је очигледна предност била та да су могли да пуцају без прекида јер не би морало после сваке испаљене гранате да се чека да се топ откотрља уназад па докотрља опет натраг. А када се пешадија увукла у ровове да би избегла хоризонталну артиљеријску ватру, артиљерија је одговорила хаубицама – топовима чије гранате су се пењале у вис а потом се стрмо обрушавале у ров, међу пешадију.
За немачку тактику током тог рата настала је нова реч – „ауфтрагстактик“, што би могло да се преведе као „тактика испуњавања налога“. Била је једноставна али веома ефектна. Команданти фронтовских јединица имали су, у оквиру опште стратешке замисли, слободно да марширају у правцу топовске грмљавине, јер се могло очекивати да је пресудни притисак тамо где топови грувају. Стратешка генијалност генерала Хелмута фон Молткеа (нем. Helmuth Karl Bernhard Graf von Moltke) – (1800—1891. г.) састојала се у томе што је био способан да се прилагоди околностима оним темпом како су околности искрсавале, а није присиљавао своје армије да се уклопе као коцкице у неки унапред нацртан план – укратко, фон Молтке је, за своје време, био брилијантни опортуниста.
Пешадија је веома брзо научила да је самоубиство ходати постројен, парадно, у сусрет пушчаним цевима, сада када су се пушке биле са репетирањем и пуњењем од страга. Јер сада су пушке секле све живо, разарајући и строј и чету. На Шпихерену (нем. Spicheren), 8. августа 1870.г., око 12% од 42000 постројених Пруса је било погинуло или рањено у року од 12 сати – углавном од пушчане и артиљеријске паљбе из близине. Касније ће пруски генералштаб анализирати битку код Шпихерена и саставити математичке таблице о броју погинулих и рањених. Десет дана касније, 18. августа, код места Гравелот Сен Прива (фр. Gravelotte St. Privat), принц Август од Виртенберга наредио је једном гардијском пуку да јуриша у збијеној формацији, без подршке артиљерије, узбрдо, али зато са звуцима својих труба и бубњева, на укопану француску пешадију наоружану пушкама шаспоовкама. Резултат је био потпуни масакр: за 20-ак минута погинуло је 8000 војника и официра – 68% укупног састава те јединице. Нико од Пруса није успео да се примакне Французима ближе од 550 метара. Овај догађај је био само наговештај оног најгорег што ће се дешавати 40 година касније.
Међутим, пруска армија је извукла поуке из догађаја на Гравелоту. Као прво, у бици код Седана 1. септембра пруска пешадија је мало причекала, препуштајући да артиљерија обави главни део посла. Исход: у тој великој бици погинуло је само 850 пруских војника више но у релативно малој бици код Гравелота.
Друго, Пруси су 30. октобра у близини Париза изнашли нову тактику. Противнапад пруске гарде није био у јасно постројеним формацијама, него су од једног до другог војника била велика растојања и сваки се заклањао и скривао иза разних неравнина на терену и тиме нигде нису били „велика мета“, у јуриш је полазила час једна час друга група али увек уз жестоку ватрену подршку осталих – који су баш тада највише гађали Французе. Тек 1917.г. немачка армија вратиће се овој тактици, употребом тзв. „јуришних одреда“. 
Коњица се још увек сматрала елитним родом војске. али, овај рат ће разоткрити чињеницу да је сада коњица имала само две могућности – да изврши самоубиство јуришајући или да не ради ништа. 5. августа 1870.г., француски генерал А. Е. Мишел (фр. Michelle) је послао своју бригаду кирасира да галопом, низ једну падину, на пруску пешадију, код места Мосброн (фр. Morsbronn-les-Bains). Било је уништено свих девет одреда кирасира, а колико је до данас познато, није погинуо ни један пруски војник. 14. августа, француски коњаници, такође кирасири, припадници једног пука француске Царске гарде, жртвовани су код Резонвила (фр. Rezonville), у сличном самоубилачком јуришу на пруску пешадију. А код Седана је 1. септембра 1870.г. француска коњица којом је командовао генерал Жан. А. Маргерит јуришала више пута узастопно на немачку пешадију. Било је то херојски, па је чак и пруски краљ Вилхемл I од Хоенцолерна (нем. Wilhelm Friedrich Ludwig von Hohenzollern) - (1797—1888. г.; пруски краљ од 1861. а немачки цар од 1871.г.), са дивљењем на француском језику „Ah! Les braves gens!“, али заправо, и они су починили самоубиство. Оних последњих неколико преживелих француских коњаника вратили су се без икакве борбе, у тишини, лагано, ка француским положајима – нико их није дирао; Пруси су се размакли и пропустили их, салутирајући у ставу мирно у знак поштовања.
Али, и више но очигледну лекцију из овога нико није хтео да научи. Команданти су у будућим ратовима напросто игнорисали масакре код Мосброна, Резонвила и Седана. Радије су указивали на једини светао пример: у бици код Вионвила (фр. Vionville), 16. августа, шест ескадрона пруске коњице у јуришу је прегазило француску топовску линију, и на тај начин спасило немачку пешадију која је до тог тренутка била у критичној ситуацији, под неподношљивом паљбом. Коњицом која се тог дана тако добро показала командовао је генерал Адалберт фон Бредов (нем. Adalbert von Bredow), а тај јуриш је остао упамћен као „јахање у смрт“. Био је то вероватно последњи масовни збијени јуриш коњице, чизма-до чизме, у историји европских ратова. Па ипак, та једна једина победа одржала је углед коњице као рода војске, све до следећег рата. У осталим ситуацијама током француско-пруског рата, коњица је била од користи само за извиђање и за изненадне нападе на противничке линије снабдевања.
Артиљерија је свакако битно утицала на коначан исход рата. Крупови челични топови који су се пунили од назад, са гранатама које су експлодирале у тренутку удара у мету, и са високом прецизношћу, увели су човечанство у нову еру примењене технологије. Битка код Седана је показала надмоћ артиљерије. Нпр. на месту званом Боа де Ла Гарен, десет немачких батерија је измасакрирало Французе који су били у једној шуми. Свака батерија је гађала други сектор шуме, а у свакој батерији сваки топ је гађао са другачијом елевацијом и самим тим са другачијим дометом, тако да је је цела шума поново и поново била прочешљавана гранатама. Французи су покушавали да се повуку, али излазећи на отворен простор страдали су још горе, тако да су били принуђену да се врате у шуме где су их непрекидно Пруси гранатирали. На крају су цели француски батаљони побацали оружје и предали се. После битке, Пруси су, разгледајући резултате своје артиљерије и сами били импресионирани: „ ... Гомиле крша и лома а браниоци ... леже посвуда, језиво покидани гранатама; овде труп, а 30 или 40 метара даље, рука; на каменитим и песковитим деловима терена, на много места барице крви. Свуда унаоколо пушке и мачеви, ранчеви и муниција, разнесена запрежна кола од којих је понегде остало само руда, тамо и амо колски точкови; и велики број коња, језиво раздераних и искасапљених ... “.
Битка код Седана је такође демонстрирала и хладнокрвност немачких лидера. Канцелар Ото фон Бизмарк (нем. Otto Eduard Leopold von Bismarck) – (1815—1898. г.) је дипломатским путем припремио победу, тако што је информисао владу Белгије да ако трупе француског маршала Патриса Мак Маона (фр. Marie Edmé Patrice Maurice, comte de MacMahon) – (1808—1893. г.), тзв. „шалонске трупе“ пређу у Белгију, а белгијска влада их не разоружа, онда Прусија задржава себи право да их гони кроз Белгију. На основу овога, генерал фон Молтке је био сигуран да сада има француске трупе у клопци. Након тога се, потпуно ноншалантно дошетао до висова изнад места Френоа, да заједно са Вилхелмом I и групом немачких принчева, уз које су ишли и бројни инострани војни посматрачи – међу њима и амерички генерал Шеридан (енг. Philip Henry Sheridan) – (1831-1888. г.), један од главнокомандујућих заповедника Севера – гледају како масе француских војника узалудно гину. Битка код Седана је учврстила немачку војно-оперативну вештину звану „кеселшлахт“ (нем. Kesselschlacht), што би се могло превести као битка у окружењу, тј . битка опкољавања и потпуног уништавања противника. То се одвијало тако што се опколе велике непријатељске снаге, а затим се дефанзивном тактиком, надмоћном паљбом, дочекује и уништава свака јединица која би покушала да се пробије из окружења.
Французи никако нису успевали да пронађу своје јединице. Курири су им лутали, јер нису знали да нађу пут. Команданти су, без мапа, наређивали да војска крене у погрешном смеру. Од мртвих коња и запаљених кола није могло да се прође кроз веома битна „уска грла“ на многим путевима. Трупе су марширале све док све док се не би судариле са другим, такође француским трупама, које су ишле у супротном правцу а да нису знале куда иду. Укратко, био је то, слободно се може рећи, Марфијев закон примењен на ратовање. Међутим битка код Седана је и Прусе присилила да схвате да је француски народ одбио да прихвати пораз своје империјалне армије и заробљавање Наполеона III (фр. Charles Louis Napoleon Bonaparte) – (1808—1873. г.; владао од 1852—1870. г.). На челу покрета који је захтевао „рат до краја“ (фр. la guerre a outrance) нашли су се Леон Гамбета (фр. Léon Gambetta) – (1838—1882. г.) и Шарл де Фрејсине (фр. Charles Louis de Saulces de Freycinet) – (1828—1923. г.). Поново су на површину испловиле идеје из 1793.г. – уводи се цензура штампе, принудно читање патриотских текстова, реквирирање намирница и свега другог што је потребно фронту, регрутација и лекара, архитеката, инжињера и научника, укидање ограничења у погледу чина до кога се може напредовати; а почели су позиви да се врате масовне регрутације и комитети за јавну безбедност – укратко, да цела нација узме оружје у руке. Захваљујући само томе што је на мору била јача од Прусије, Француска је успела да увезе из Велика Британија|Велике Британије и САД огроман број пушака, додуше збуњујуће разноврсних: винчестерке, ремингтонке, спенсерке и шарповке, шнајдерке и енфилдке.
И, надасве, имитирајући начин како су се Шпанци својевремено одупирали Наполеону I, Французи су прибегли герилском ратовању. Биле су створене специјалне јединице зване франк-тирери (фр. franc-tireur) да блокирају друмове, нападају пруске колоне за снабдевање, минирају мостове, тунеле и пруге. Из Италије је стигао чак и остарели италијански револуционар Ђузепе Гарибалди (итал. Giuseppe Garibaldi) – (1807—1882. г.), да потпомогне у спровођењу тактике „спржене земље“. Линија између војника и цивила веома брзо се распадала.
Реакција Пруса на ову француску партизанску акцију била је изненађујуће уздржана. Герилцима се углавном није признавао статус војске, а када су се Французи због тога жалили фон Бизмарку, он им је хладно одговорио: „На нашем дрвећу се још познају трагови конопаца, где су ваши генерали вешали наше људе“ – мислећи на француску окупацију Прусије између 1806. и 1814.г. Али, није било масовних егзекуција француских цивила, нити рушења целих села. Овако блага реакција очигледно је веома изненадила америчког генерала Шеридана. Сигурно имајући на уму своје сопствене рече из кампање у долини Шенандоа (енг. Shenandoah) 1864.г., генерал Шеридан је саопштио пруском генералштабу да би „исправна стратегија“ била да се „становништву нанесе толико патње, да они почну да моле за мир, и да присиле своју владу да затражи мир“. Шеридан је рекао Прусима како се ратовало у САД: „Народу не сме да остане ништа, само очи за плакање због рата“.
Француску масовно мобилисану армију (фр. sortte en masse) смрвиле су пруске регуларне трупе код Орлеана (фр. Orléans) и код Ле Мана (фр. Le Mans). Француске трупе су се претвориле у хорде уморних и гладних, спремних на побуну. Француска је морала да затражи мир. Генерал фон Молтке је, међутим, био савршено спреман да својим трупама гони остатке француске војске низ долину Лоаре (фр. Loire) све до шпанске границе. Он је увидео да се примиче тренутак једне фундаменталне одлуке – „Питање гласи, шта је боље, увежбана армија, или грађанска милиција ... Ако Французи успеју да нас избаце из Француске, све силе ће увести систем милиције, али, ако ми победимо, свака држава ће нас имитирати, успоставиће стајаће армије кроз које ће путем војног рока морати да прође свако.“
Најзад се тежиште одлуке (нем. Schwerpunkt) преместило у опкољени Париз – град који је сматран и краљицом Европе и модерним Вавилоном. На француској страни, Гамбета је био мобилисао нове армије грађана, не толико да би потукао Прусе, но више да би олакшао положај самих Парижана. Пруси су пак, одлучили да опседају и освоје град као да је једина од тврђава Себастјена де Вобана (фр. Sébastien Le Prestre de Vauban) - (1633—1707. г.), из XVII века.
Стратегија, ипак није толико ствар геометрије, колико политике, а политика је ствар традиције и интереса. Сада се један тако велики град нашао под гранатирањем топова калибра 150 мм и минобацача калибра 210 мм. Дневно је на град падало 200 до 300 граната. Парижани су на разне начине покушавали да одрже контакт са спољним светом. Поставили су телеграфски кабл по дну реке Сене (фр. Seine), али су га Пруси прво прислушкивали а онда, када нису могли да дешифрују поруке, багером су га извадили са блатњавог дна и покидали. Покушај да се поруке пуштају да плутају низ Сену у шупљим куглама од цинка пропао је на сличан начин. Поруке написане врло, врло ситно, па обавијене око ножице голуба писмоноше често су пропадале јер су голубови одлетали којекуда а не где је требало. Највише успеха је било постигнуто са балонима, којима је узгон био обезбеђиван помоћу новог „угљеничног гаса“. Било је око 65 балона, а они су до краја рата успели да пренесу око 11 тона поште из града. Само неколико балона је ветар однео у море, или Прусима у руке.
Опсада је била организована много више са намером да се сломи морал цивила, но да се униште браниоци. најгоре су прошли жене и деца, нарочито они из ниже средње класе услед несташице млека и свежег поврћа и воћа. Пљачкање и крађе су се повећавале драматично. „Месари“ специјализовани за клање и транжирање паса и мачака имали су нагли пораст бизниса, нарочито у оним мало опакијим улицама Париза. Причале су се легенде о менијима у ресторанима у близини зоолошког врта, да се тамо могло наручити шницле од бизона, камиле, слона, вапитија, јака и зебре, али то су ипак, још увек, недовољно поткрепљена нагађања. У сваком случају, ова опсада је тек наговештавала како ће рат изгледати, у будућности, становницима великих градова.
Овај рат је разоткрио и нека трвења које су била неминовна код тако огромних подухвата. Док се фон Бизмарк огорчено жалио да генерали намерно прикривају чињенице од њега; фон Молтке се жалио да му се фон Бизмарк стално трпа у чисто војна посла. Ове препирке је указивала на једну суштинску одлику модерног ратовања. За фон Бизмарка, рат је је, сходно схвтањима Карла фон Клаузевица (нем. Karl von Clausewitz) – (1780—1831. г.), био само „продужење спољне политике једне земље другим средствима“, па су, по његовом мишљењу, политичка разматрања остала најважнија. За фон Молткеа, чак и „тотални рат“ против комплетне француске нације био је „чисто војно питање“. Чак ни када је био проглашен за Цара, 18. јануара 1871.г. Вилхелм I није успео да пресуди ко је од те двојце у праву – а тај неуспех ће задавати велике проблеме немачким планерима, цивилима и војним, током следећих пола века. 
Француско-пруски рат је изазвао огромну олују национализма и ксенофобије и у Француској и у немачким земљама. Показало се да је најзлослутнији проблем модерног рата међу нацијама баш та јаван радикализација ратовања – проблем из кога ће проистећи велике катастрофе у новијој немачкој историји, па и два велика пораза у првој половини XX века.

## Последице на природу ратовања
Као главне последице овог рата, највише се издвајају две пресудне ствари које су измениле укупну, дотле познату, природу ратовања: појава генералштаба и напредак војне медицине. 
Нервни центар комплетне армије, генералштаб, био је модернизован тако да се састојао од специјално оспособљених официра који ће координирати функционисање свега осталог. И опет је Прусија прва кренула. Њен генерал Герхард фон Шарнхорст (нем. Gerhard von Scharnhorst) успоставио први такав генералштаб на свету још 1806.г., способан да овлада стратешким, тактичким и оперативним аспектима технолошке револуције у војсци. 
Али, пруски генералштаб у пуном данашњем значењу те речи је ипак био дело Хелмута фон Молткеа, који је тамо био начелник од 1857. до 1888.г. Он је имао на уму три принципа, којима се руководио. Као прво, узимао је само најспособније официре. Да би их нашао, увео је систем испита способности, који су само најуспешнији пролазили. Унапређивање је било строго и само по заслузи а не по племству или годинама старости; физичка обука генералштабних официра је била веома ригорозна, са тренажним јахањима и ратним играма. Од свакога се захтевала флексибилност, иницијатива и гвоздена дисциплина. Друго, фон Молтке је инсистирао да нови командни и контролни систем буде у целости заснован на само једној доктрини битке, која ће бити иста за целу армију, и на само једном збиру оперативних процедура. Ово је постизао тако што је сваке године у Генералштаб узимао најбоље дипломце берлинске Ратне академије (нем. Kriegsakademie), а онда, сваке године, вршио је ротацију кадрова, шаљући поједине официре у обичне борбене јединице а узимајући као замену поједине официре из тих борбених јединица. Овим је остварио двојни сан: не само да су његове личе идеје допирале дословно до свих јединица у целој армији, но је он као шеф генералштаба имао у суштини, своје личе представнике у командном кадру сваке велике јединице – дивизије или чак корпуса. И треће, принцип: апсолутно свестан да већина официра никад у животу неће имати искуства са баш сваком борбеном ситуацијом, посегао је ка мудростима Карла фон Клаузевица – сви су морали да уче историју ратовања, да би се упознали са целим распоном могућности борбених поступака и околности. Уз све то, никоме није било дато да остане у генералштабу заувек, него је сваки генералштабни официр био „на проби“ и ако би подбацио у испуњавању фон Молткеових високих стандарда, био би враћен у борбене јединице. Током година, фон Молтке је створио три главна одељења унутар свог генералштаба: једно за покрете војске, друго за железницу – тј. транспорт трупа и снабдевање и треће, оперативно, које је припремало војне планове, надгледало како се они спроводе, студирало раније кампања и исправљало почињене грешке.
Фон Молтке је, надмоћном снагом свог интелекта и личности, уздигао овај генералштаб на ниво неоспорне доминантне силе унутар војне организације. Нико, или практично нико, то није ни покушавао да оспори. Генералштаб није послушно прихватио све што би пало на памет некоме у Министарству рата; стекао је право да директно комуницира са командантима јединица па чак и привилегију директног приступа до краља. 
Брилијантне пруске победе на Кениграцу (нем. Königgrätz) 1866. и Седану 1870.г. навеле су многе друге земље да имитирају овај пруски систем врховног штаба – Аустро – Угарска је то усвојила 1871, Француска 1883, САД 1903, Велика Британија и Русија 1906, а највећи део Латинске Америке до 1914.г. 
У Прусији је рат са Аустријом разоткрио све слабости не само артиљерије но и војне медицине. На савет армијског хирурга Г . Ф Ф. Лефлера (нем. Löfler), краљ Вилхелм I од Хоенцолерна је сазвао конференцију водећих хирурга, а као резултат овога била је извршене комплетна реорганизација војно-медицинске службе. Поред тога повећани су контингенти добровољних одреда болничара. 
У Француско-пруском рату тачно се знало који је хирург био надлежан да командује медицинском јединицом прикљученом уз сваки батаљон, пук, дивизију и корпус. један главни хирург командовао је војно-медицинским службама читаве армије. Рањеници су били евакуисани са попришта, веома експедитивно; преко пољске амбуланте, у станици за превијање, па у пољску болницу, а озбиљнији случајеви су доспевали у евакуациону болницу, и најзад у неку од болница при неком од гарнизона или база. Управо је тај рат, ушао у историју по томе што је по први пут у неком великом рату у коме је број погинулих на бојишту био већи но број помрлих од разних болести – тифуса, дизентерије, вариоле вере ... Део одговора на ово питање лежи у чињеници да су пруски војници, за разлику од француских, пре рата добили вакцину против великих богиња, тј. вариоле вере. Тако се од великих богиња разболело само 4835 пруских војника, а француских 14178.